# Gemeinde Poppelau
Die Gemeinde Poppelau, polnisch Gmina Popielów, ist eine Gemeinde im Powiat Opolski (Landkreis Oppeln) in der Woiwodschaft Opole (Oppeln) in Polen. Sitz der Gemeinde ist Poppelau. Fast die Hälfte der Fläche der Gemeinde nimmt der Naturpark Stobrawski Park Krajobrazowy ein.

## Geschichte

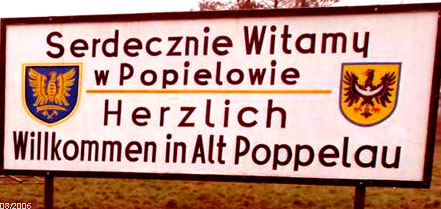
Zweisprachige Willkommenstafel in Poppelau

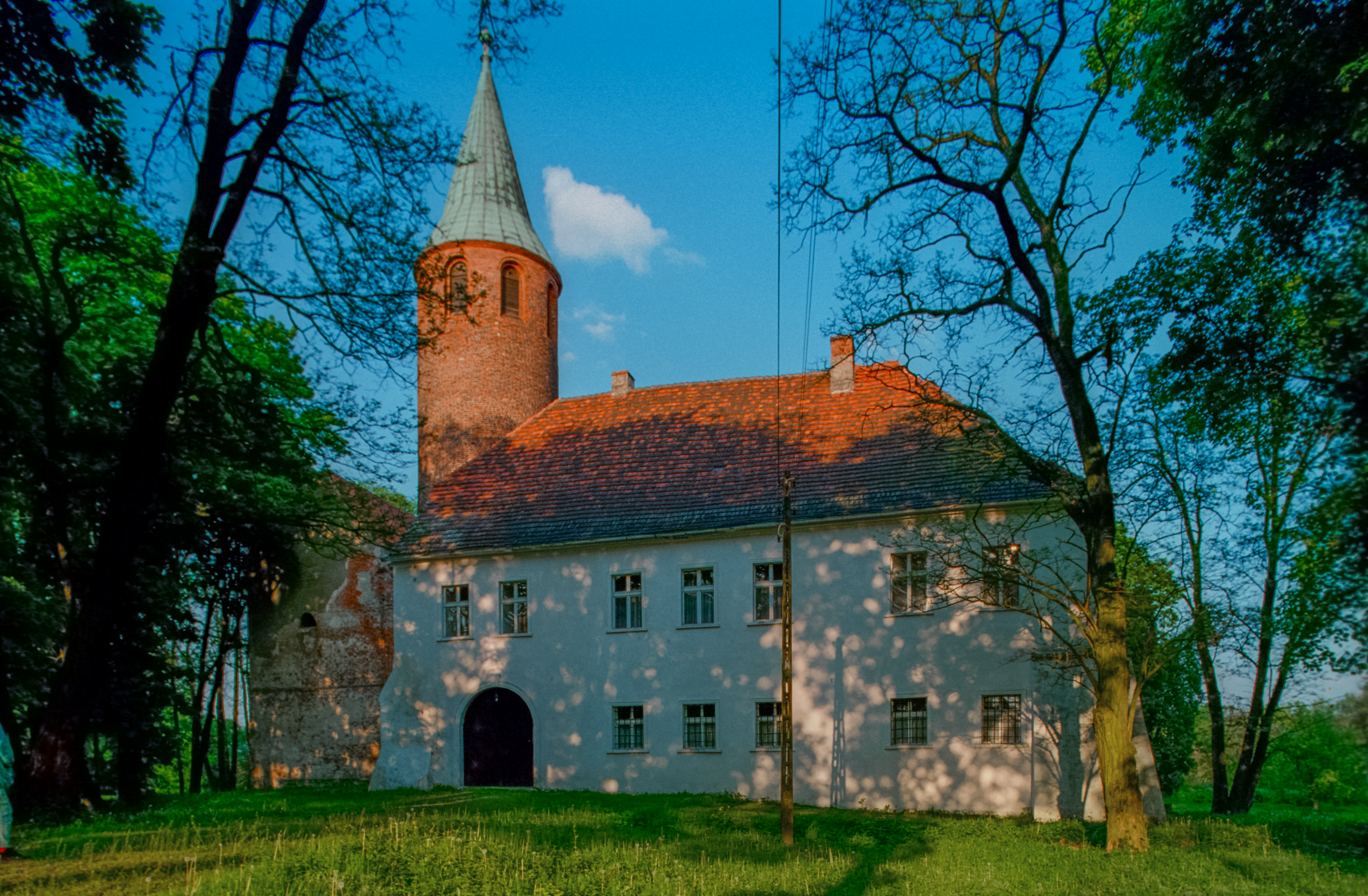
Schloss in Karlsmarkt

Teile der heutigen Gemeinde befanden sich im oberschlesischen Landkreis Oppeln und im niederschlesischen Landkreis Brieg.
Nach dem Krieg ist nur ein relativ geringer Teil der einheimischen Bevölkerung vertrieben worden, wodurch sich noch bis heute eine einheimische Bevölkerung in der Gemeinde erhalten hat.
Am 30. September 2014 wurden in der Gemeinde deutsche Ortsnamen eingeführt. Da die Gemeinde nur teilweise von der deutschen Minderheit bewohnt ist, erhielt nur ein Teil der Gemeinde zweisprachige Ortsnamen.

## Ortschaften
In der Gemeinde Poppelau liegen folgende Orte:
- Alt Schalkowitz (Stare Siołkowice)
- Hirschfelde (Kaniów)
- Karłowice (Karlsmarkt)
- Klink (Popielowska Kolonia)
- Kurznie (Kauern)
- Kuźnica Katowska (Alt Hammer)
- Neu Schalkowitz (Nowe Siołkowice)
- Poppelau (Popielów)
- Rybna (Riebnig)
- Sacken (Lubienia)
- Stare Kolnie (Alt Köln)
- Stobrawa (Stoberau)

Daneben umfasst die Gemeinde Weiler ohne Schulzenamt (sołectwo), wie Kabachy (Kabachen), Wielopole (Wielepole; 1936–45: Großfelde) und Karłowiczki (Karlsburg).

## Bevölkerung
Bis heute leben drei Bevölkerungsgruppen in der Gemeinde: Polen, Deutsche (19,7 %) und Schlesier (2,5 %) (Ergebnisse der Volkszählung 2002).
Bei der Volkszählung von 2011 zählte man mehr als 20 Prozent Deutsche in der Gemeinde, somit hat sie das Recht auf Einführung der Deutschen Sprache als zweite Amtssprache und hat das garantierte Recht auf Einführung von deutschen Ortsnamen.

## Politik

### Gemeindevorsteher
An der Spitze der Gemeindeverwaltung steht der Gemeindevorsteher. Bis 2018 war dies Dionizy Duszyński, der dann nicht erneut antrat und von Sybilla Stelmach abgelöst wurde. Die turnusmäßige Wahl im Oktober 2018 führte zu folgendem Ergebnis.
- Sybilla Stelmach (Wahlkomitee Sybilla Stelmach) 75,8 % der Stimmen
- Barbara Piekarek (Wahlkomitee „Für eine freundliche Gemeinschaft“) 15,5 % der Stimmen
- Piotr Szafrański (Wahlkomitee Piotr Szafrański) 8,7 % der Stimmen

Damit wurde Amtsinhaberin Stelmach bereits im ersten Wahlgang wiedergewählt.
Die turnusmäßige Wahl im Oktober 2018 führte zu folgendem Ergebnis.
- Sybilla Stelmach (Wahlkomitee Sybilla Stelmach) 47,8 % der Stimmen
- Marietta Kupka (Wahlkomitee „Weiterentwicklung der Gemeinde Poppelau“) 37,7 % der Stimmen
- Piotr Szafrański (parteilos) 14,5 % der Stimmen

In der notwendigen Stichwahl konnte sich Stelmach mit 47,8 % der Stimmen gegen die auch von der Deutschen Minderheit unterstützte Kupka durchsetzen.

### Gemeinderat
Der Gemeinderat besteht aus 15 Mitgliedern und wird direkt in Einpersonenwahlkreisen gewählt. Die Gemeinderatswahl 2024 führte zu folgendem Ergebnis:
- Wahlkomitee Sybilla Stelmach 57,3 % der Stimmen, 12 Sitze
- Wahlkomitee „Für eine freundliche Gemeinschaft“ 15,8 % der Stimmen, 1 Sitz
- Schlesische Kommunalverwaltung (Deutsche Minderheit) 12,5 % der Stimmen, 2 Sitze
- Wahlkomitee Piotr Szafrański 12,2 % der Stimmen, kein Sitz
- Übrige 2,2 % der Stimmen, kein Sitz

Die Gemeinderatswahl 2018 führte zu folgendem Ergebnis:
- Wahlkomitee Sybilla Stelmach 47,2 % der Stimmen, 10 Sitze
- Wahlkomitee „Weiterentwicklung der Gemeinde Poppelau“ 17,2 % der Stimmen, 3 Sitze
- Wahlkomitee Deutsche Minderheit 16,1 % der Stimmen, kein Sitz
- Wahlkomitee „Ein gemeinsames Gut“ 14,3 % der Stimmen, 1 Sitz
- Wahlkomitee „Staatsbürger der Republik Polen“ 4,8 % der Stimmen, 1 Sitz
- Übrige 0,5 % der Stimmen, kein Sitz

### Gemeindepartnerschaften
- Rüdersdorf bei Berlin seit 1997
- Bad Wurzach im Landkreis Ravensburg seit 2000[8]